# ルーメン・フィールド
ルーメン・フィールド（Lumen Field）は、アメリカ合衆国ワシントン州シアトルにある多目的スタジアム。アメリカンフットボールやサッカーのほか、コンサートや見本市にも使用される。またスタジアム自体が複合施設となっており、ワシントンミュージックシアター（WaMuシアター）のあるイベントセンターや公共プラザも入居している。NFLのシアトル・シーホークス、MLSのシアトル・サウンダーズFC、XFLのシアトル・シー・ドラゴンズ (前シアトル・ドラゴンズ)も2020年と2023年に本拠地を置いた。

## 概要
シーホークスとMLBのシアトル・マリナーズがかつて本拠地にしていたキングドームが2000年3月26日に爆破解体され、その跡地に建設された。南隣にはコンサート会場「WaMuシアター」を挟んでマリナーズの本拠地T-モバイル・パークが建っている。スタジアム建設には、当時シーホークスのオーナーであったポール・アレンが関わっており、建設に際しスタジアム運営企業「First＆GoalInc」を設立した。
2002年にシーホークス・スタジアム（Seahawks Stadium）として開場。通信大手のクエスト・コミュニケーションズ・インターナショナルが命名権を15年7500万ドルで取得したため、2004年6月24日からクエスト・フィールド（Qwest Field）になった。2011年6月にクエストがセンチュリーリンクに買収されたため、センチュリーリンク・フィールドへ変更となった。2020年にはセンチュリーリンク社が「ルーメン・テクノロジーズ」と改名したため、スタジアム名も変更された。
シーホークスファンのクラウドノイズはNFLでも随一と言われ、2014年には137.6デシベルを記録した。
2026年開催の2026 FIFAワールドカップの会場として使用される予定である。なお、大会期間中は施設命名権行使禁止規定により、名称を一時的に「シアトルスタジアム」に変更する。

## ギャラリー

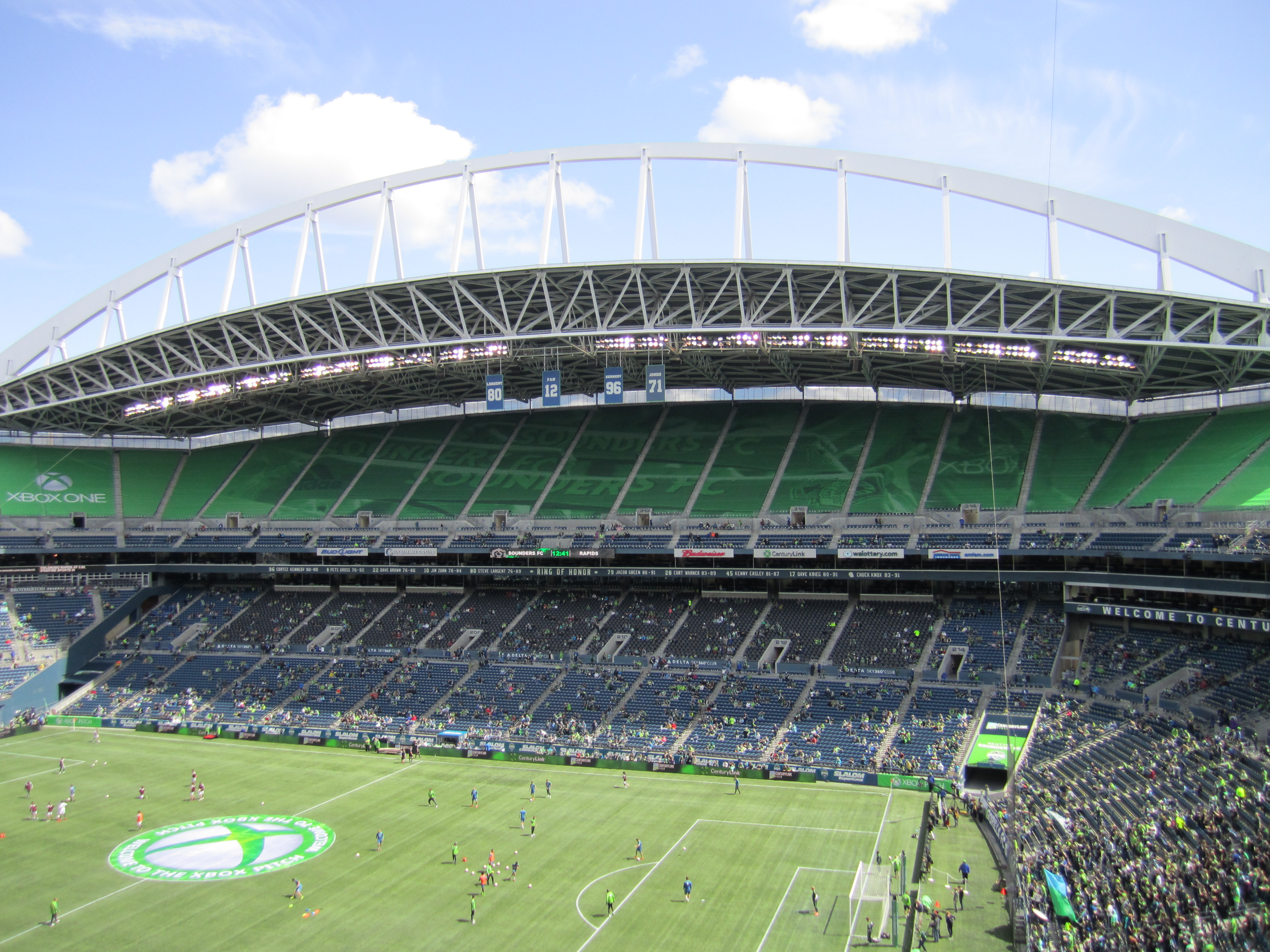
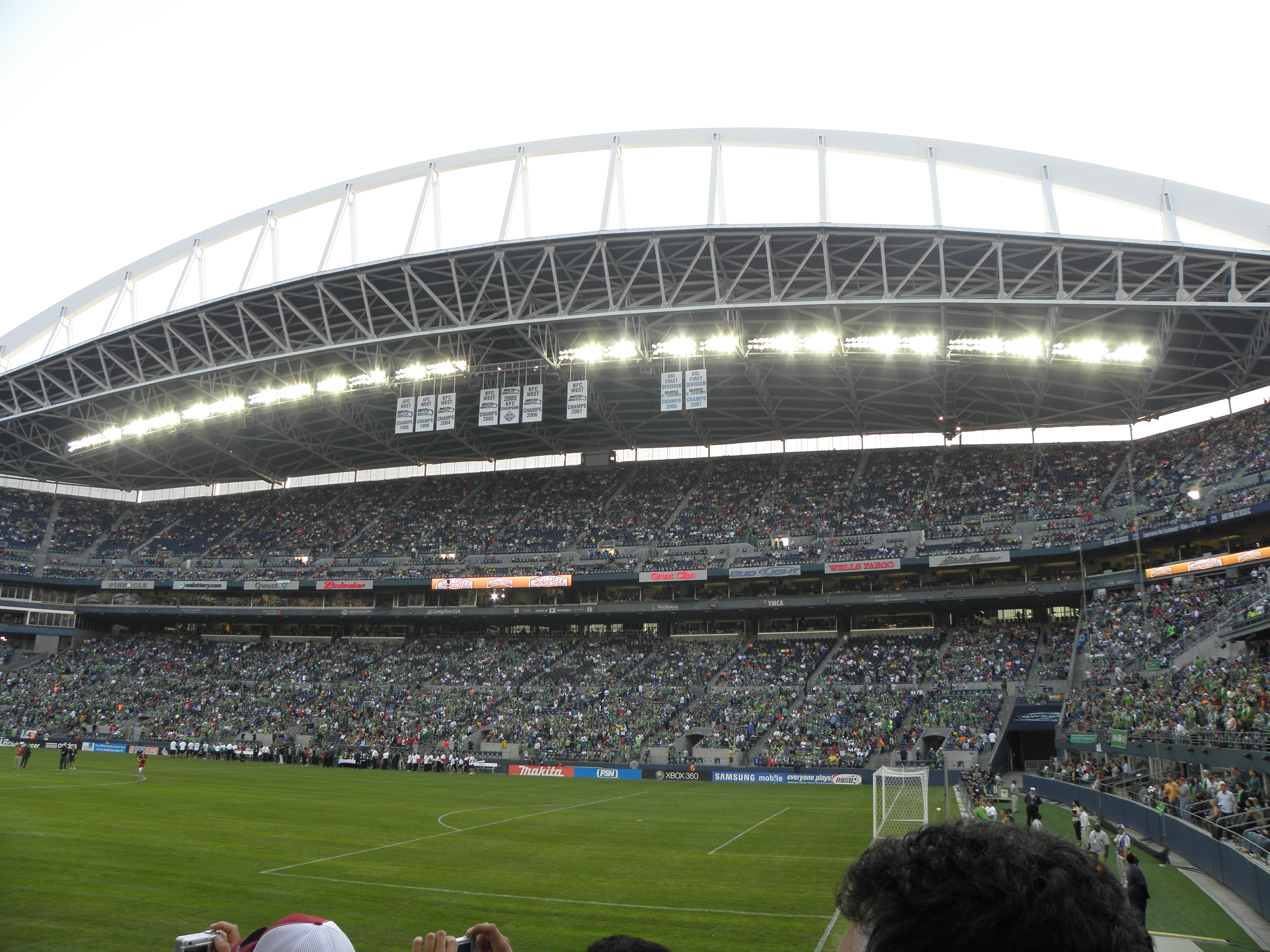
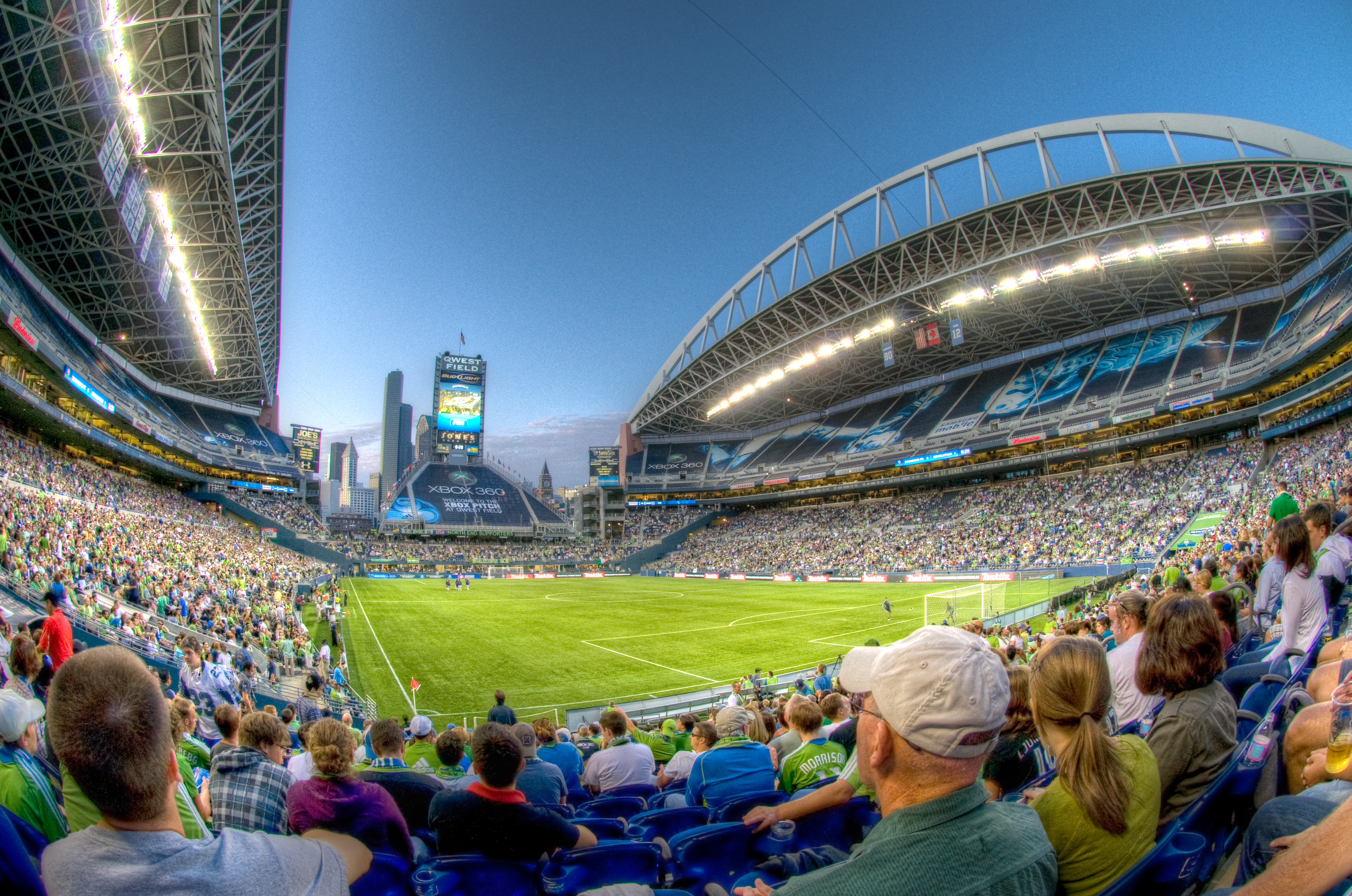
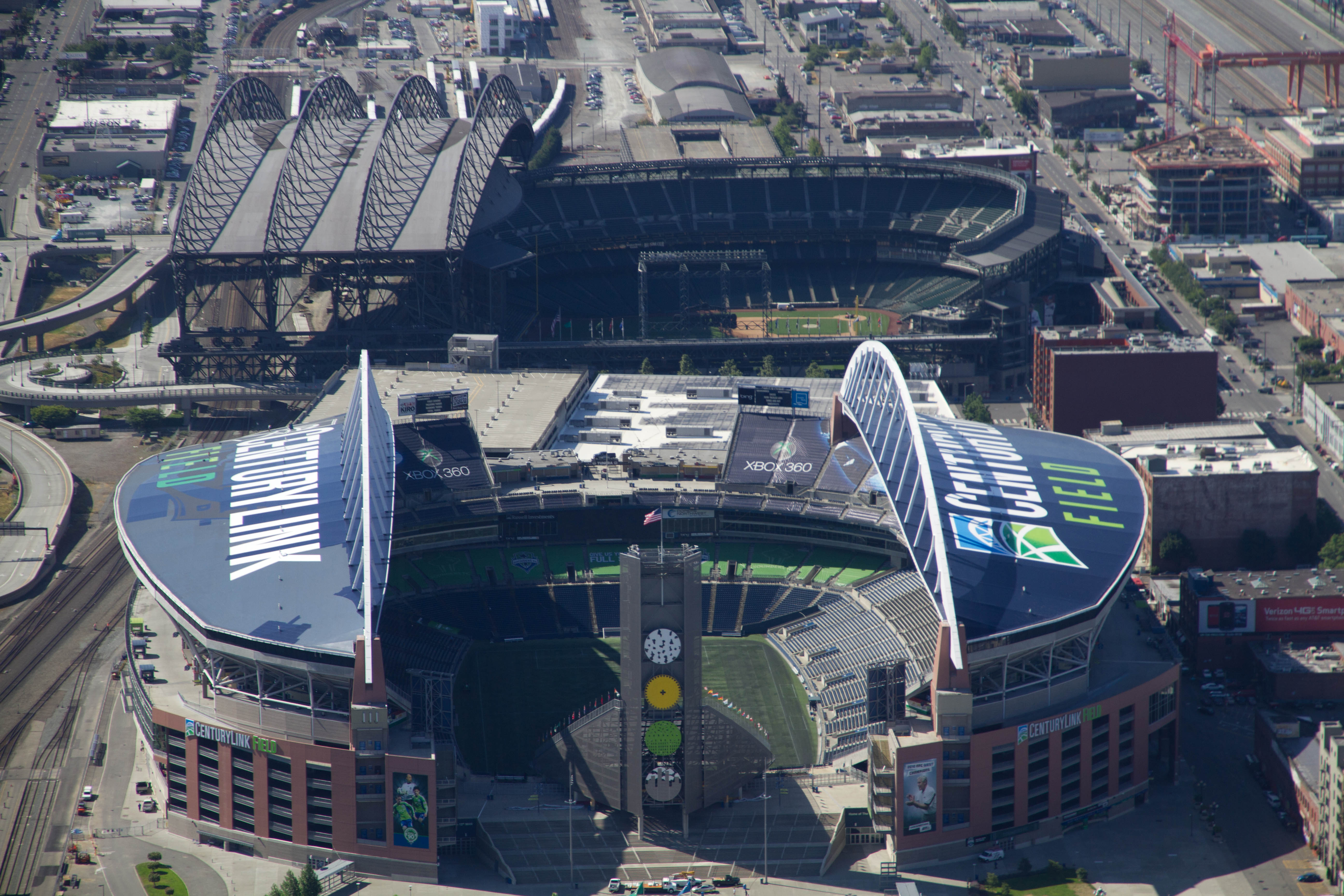
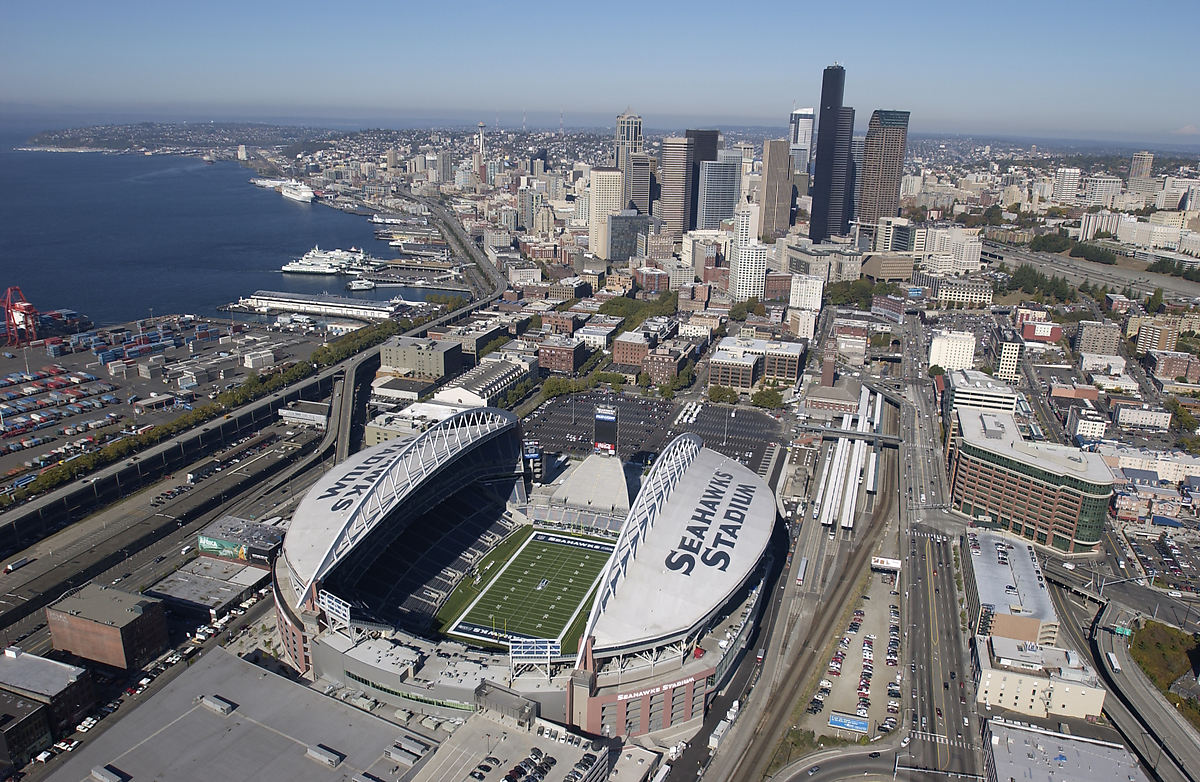